# Bundesstraße 260
Die deutsche Bundesstraße 260 (Abkürzung: B 260) hat eine Länge von 64 km und führt durch den Taunus von Rheinland-Pfalz nach Hessen. Sie ist auch als Bäderstraße Taunus bekannt.

## Verlauf
Sie beginnt als Abzweig von der B 42 bei Lahnstein in Sichtweite der Mündung der Lahn in den Rhein und folgt dem Lauf der Lahn über Fachbach, der Kurstadt Bad Ems, Dausenau bis Nassau (Lahn). Dort verlässt sie das Lahntal und führt in Serpentinen auf die Höhe des Taunus nach Singhofen, wo sie stellenweise dem Verlauf des Obergermanisch-Raetischen Limes folgt (ihr Abschnitt zwischen der Einmündung der rhein-lahnischen K 14 in Singhofen und der Kreuzung der hessischen L 3374 in der Gemarkung Bad Schwalbach der Stadt Bad Schwalbach ist daher Teil der Deutschen Limes-Straße).
Weiter geht es durch die Gemeinden Pohl und Holzhausen an der Haide, woraufhin sie die Landesgrenze überquert, durch die Gemeinde Heidenrod sowie die Orte Bad Schwalbach und Schlangenbad. Hinter Martinsthal, einem Ortsteil von Eltville am Rhein, endet die B 260 in Walluf an der B 42.
Südlich von Holzhausen steigt die Bundesstraße auf zur Kemeler Heide und dem anschließenden Höhenzug (Kemeler Rücken), der die Wasserscheide bildet zwischen dem Mühlbach und der Wisper im Westen und dem Dörsbach und der Aar im Osten. Die höchste Erhebung an der Bäderstraße auf dem Kemeler Rücken, des westlichen Hintertaunus, ist der Mappershainer Kopf mit 548 m ü. NN. Erst kurz vor Wambach wird der Verkehr mit einer etwa 1.500 m langen Gefällestrecke, dem Wambacher Stich, wieder zu Tal geführt. Zwischen den beiden genannten Orten wird auf einer Strecke von knapp 20 km die Höhenmarke von 400 m an keiner Stelle unterschritten. Mehrfach steigt die Straße gar auf über 500 m an. Den Scheitelpunkt erreicht sie bei Kemel, wo sie in eine Erhebung von 537,2 m einschneidet.

## Geschichte
Die heutige Trasse folgt weitgehend einer alten Römerstraße, die die Kastelle Kemel, Holzhausen, Marienfels und Bad Ems miteinander verband. Zeugen römischer Vergangenheit finden sich noch in Form des Kastells bei Holzhausen a. d. Haide und eines deutlich sichtbaren und ehrenamtlich gepflegten Verlaufs des Obergermanisch-Raetischen Limes in der Gemeinde Pohl (Nassau).
Als Altstraße verlief der südliche Teil der Bäderstraße im Mittelalter nicht wie heute durch das Walluftal, sondern folgte, etwa so wie die Landesstraße L 3037, nördlich desselben dem Taunushauptkamm bis zum Südwesthang der Hohen Wurzel, und führte von dort steil hinunter zum Chausseehaus und über Kohlheck, den Schiersteiner Berg und den Mosbacher Berg, weit westlich der damals noch kleinen Stadt Wiesbaden, zum Rhein. Erst seit Ende des 18. Jahrhunderts führte die Bäderstraße als Schwalbacher Straße durch Wiesbaden.
Einem der ersten Autounfälle auf der Bäderstraße fiel im Jahr 1901 Lord Carnarvon zum Opfer. Der Unfall ereignete sich, als er auf dem Weg nach Langenschwalbach war um seine Frau von der Kur abzuholen. Er hatte als begeisterter Automobilist von seinem Chauffeur das Steuer übernommen und war mit hohem Tempo unterwegs, als er hinter einer Hügelkuppe die Straße in der Heimbacher Delle durch zwei Ochsengespanne komplett versperrt sah. Er versuchte auszuweichen und überschlug sich mit dem Wagen. Dabei wurde er so schwer verletzt, dass sein Chauffeur, der aus dem Auto geschleudert wurde, ihn wiederbeleben musste. Von besonderer Bedeutung war insbesondere ein Lungenriss, der ihm dauerhaft Atembeschwerden bereitete und seine Ärzte zu der Empfehlung veranlasste, den Winter stets in einem Land mit trockenem und heißem Klima wie Ägypten zu verbringen. Diesem Rat folgend lernte er dort den Archäologen Howard Carter kennen und unterstützte diesen mit seinem Vermögen bei den Ausgrabungen im Tal der Könige, die zur Entdeckung der Grabkammer des Tutenchamun führten.
Am 18. September 2013 um ca. 07:55 Uhr kam es auf der B 260 bei Heidenrod-Mappershain zu einem der schwersten Verkehrsunfälle Hessens seit Jahren. Ein mit fünf Personen besetzter PKW wollte einem entgegenkommenden PKW ausweichen, der gerade einen LKW überholte, geriet dabei ins Schleudern und stieß mit dem LKW zusammen. Dabei kamen alle 5 Insassen ums Leben und ein weiterer Unfallbeteiligter wurde verletzt.
Als Bundesstraße wurde die Bäderstraße erst nach 1949 gewidmet. Vermutlich wurde bei dieser Gelegenheit als südlicher Ausgangspunkt nicht Wiesbaden, sondern der Abzweig von der Bundesstraße 42 bei Niederwalluf festgelegt. In den 1950er Jahren wurde die Straße asphaltiert. In den 1960er Jahren wurde der Wambacher Stich neu trassiert und dabei die Steigung entschärft.
Seit November 2006 entlastet der 1,6 km lange Malbergtunnel als Umgehungsstraße Fachbach/Bad Ems die Innenstadt von Bad Ems.

## Bäderstraße Taunus
Die B 260 wird von Bad Ems bis Wiesbaden (über Walluf hinaus) auch als Bäderstraße Taunus ausgeschildert. Der Grund für diesen Namen ist die Tatsache, dass die B 260 zahlreiche Kurorte (Bäder) miteinander verbindet. So zum Beispiel Wiesbaden mit Schlangenbad und Schlangenbad mit Bad Schwalbach sowie Bad Ems. Zwischen Lahnstein und Nassau ist sie überdies Teil der Lahn-Ferien-Straße.
Die Bäderstraße ist eine Hauptverkehrsader, welche die Orte im Rhein-Lahn-Kreis und im westlichen Untertaunus mit dem Rhein-Main-Gebiet verbindet.

## Planungen
Seit Jahren in Planung ist die Ortsumgehung Wambach, die im Vordringlichen Bedarf des Bundesverkehrswegeplans 2030 enthalten ist und den Ort vom sehr starken Pendlerverkehr aus dem Hintertaunus in Richtung Wiesbaden entlasten soll.

## Probleme
Da die B 260 an vielen Stellen durch Waldgebiete führt, kommt es immer wieder zu Beeinträchtigungen des Straßenverkehrs durch Wildwechsel und zu Wildunfällen.
Ein Problem der B 260 ist seit Jahren besonders im südlichen Abschnitt nahe am Ballungsraum das hohe Verkehrsaufkommen im Berufsverkehr und im Ausflugsverkehr. Schon ein langsam fahrendes Fahrzeug – etwa ein Traktor oder ein LKW – kann lange Staus verursachen, da die B 260 mit Ausnahme einiger längerer Steigungen nur einspurig in jede Richtung verläuft und daher ein gefahrloses Überholen des Hindernisses nur selten möglich ist.
In der kalten Jahreszeit ist in dem hoch gelegenen Streckenabschnitt relativ oft mit winterlichen Verkehrsbehinderungen zu rechnen.